# Єшимбетов Давлет
Давлет Єшимбетов (22 лютого 1913, тепер Каракалпакстан, Узбекистан — ?) — радянський каракалпацький діяч, голова Президії Верховної ради Кара-Калпацької АРСР. Депутат Верховної ради Узбецької РСР. Депутат Верховної Ради СРСР 6—7-го скликань.

## Життєпис
Народився в селянській родині. Працював чабаном, навчався на робітничому факультеті.
У 1931—1939 роках — голова Чимбайської районної ради Добровільного товариства сприяння авіації, армії та флоту СРСР у Кара-Калпацькій АРСР; військовий інспектор виконавчого комітету Чимбайської районної ради, військовий інспектор виконавчого комітету Кеґейлійської районної ради Кара-Калпацької АРСР.
Член ВКП(б) з 1939 року.
У 1939—1947 роках — на роботі в районному, міському військовому комісаріаті Кара-Калпацької АРСР.
У 1947—1950 роках — голова виконавчого комітету Чимбайської районної ради депутатів трудящих Кара-Калпацької АРСР.
У 1950—1957 роках — військовий комісар міста Нукус Кара-Калпацької АРСР.
У 1958—1960 роках — військовий комісар Кара-Калпацької АРСР.
У 1960—1978 роках — голова Президії Верховної ради Каракалпацької АРСР.
З 1978 року — персональний пенсіонер.

## Нагороди
- орден Жовтневої Революції (27.12.1976)
- три ордени Трудового Червоного Прапора (1.03.1965, 9.09.1971,)
- орден Червоної Зірки
- медаль «За бойові заслуги»
- медалі